# Калоянци
Калоянци (болг. Калоянци) — село в Болгарии. Находится в Кырджалийской области, входит в общину Кырджали. Население составляет 277 человек.

## Политическая ситуация
В местном кметстве Калоянци, в состав которого входит Калоянци, должность кмета (старосты) исполняет Мехмед Хасан Неджиб (Движение за права и свободы (ДПС)) по результатам выборов правления кметства.
Кмет (мэр) общины Кырджали — Хасан Азис (Движение за права и свободы (ДПС)) по результатам выборов в правление общины.